# آمادو با (بازیکن فوتبال)
آمادو با (انگلیسی: Amadou Ba؛ زادهٔ ۱۵ فوریهٔ ۱۹۹۸) بازیکن فوتبال اهل فرانسه است.
از باشگاه‌هایی که در آن بازی کرده‌است می‌توان به باشگاه فوتبال دارتفورد اشاره کرد.